# Koltur

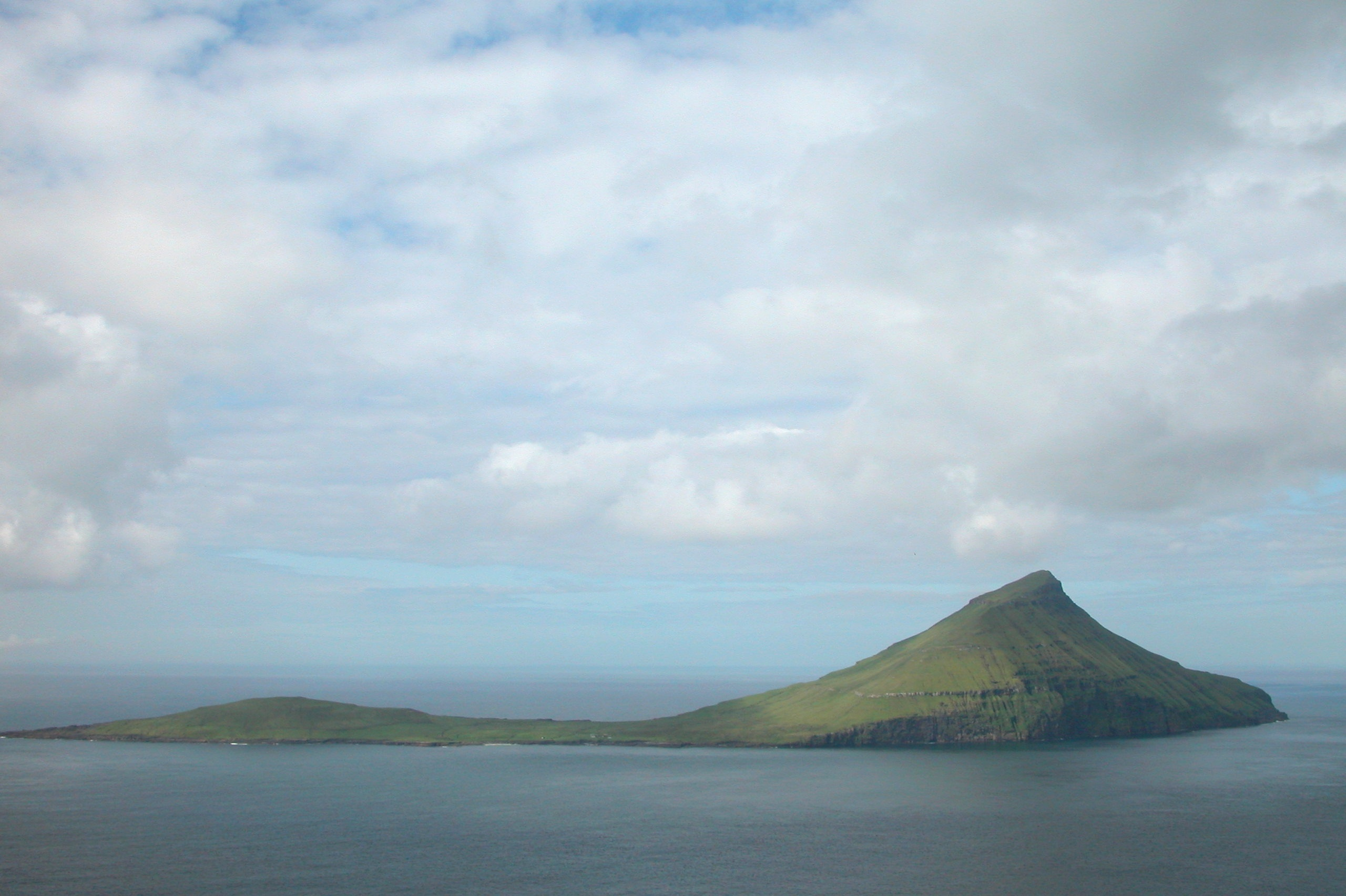
Koltur

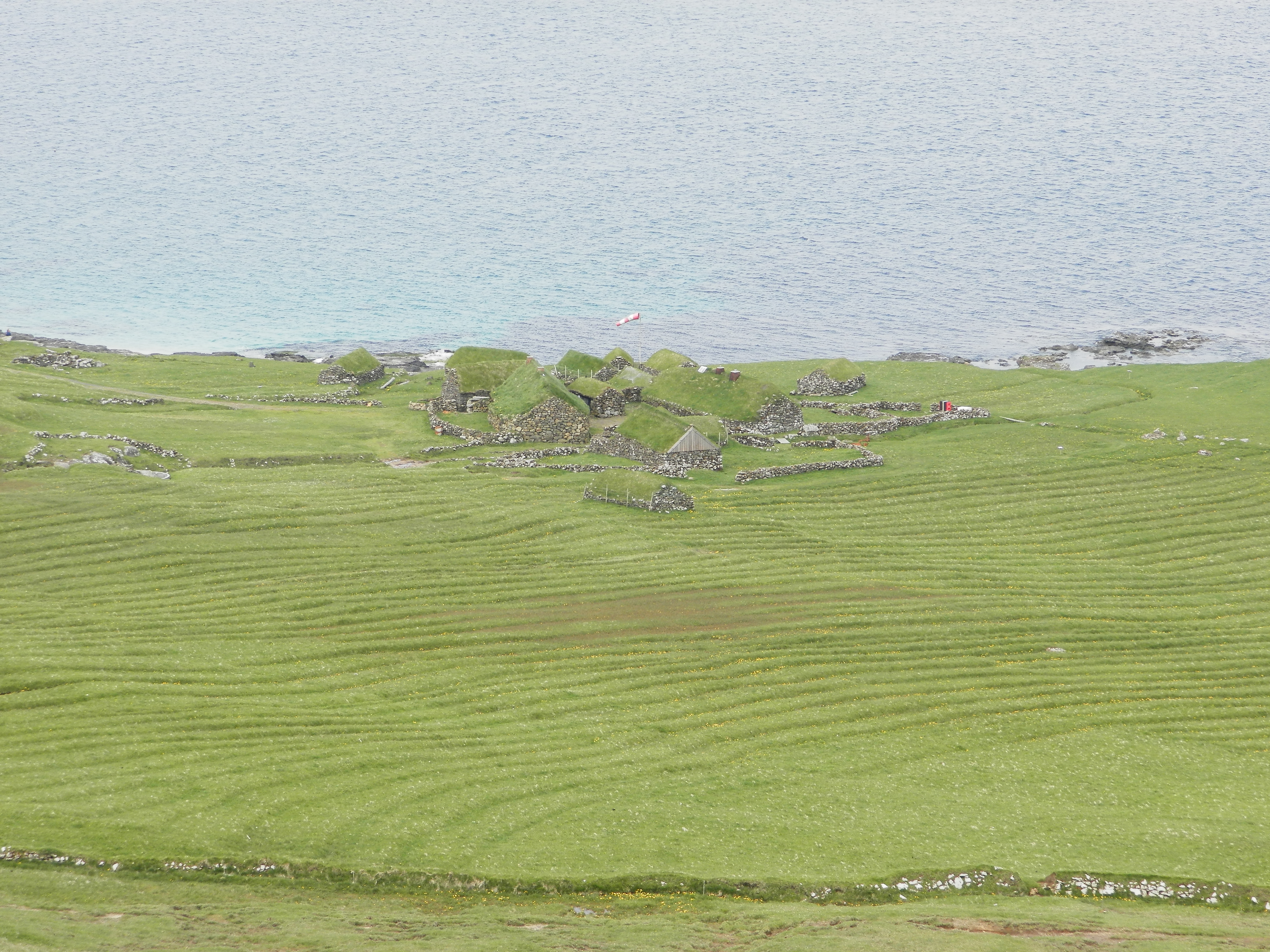
Heima í Húsi, Koltur år 2014

Koltur (danskinspirerad äldre namnform: Kolterö) är en ö som ligger i centrala Färöarna, väster om Streymoy och norr om Hestur. Den totala arean är 2,5 km² och ön har endast en invånare (2014). Det högsta berget är Kolturshamar med sina 478 meter. Ön tillhör Torshamns kommun.
Det enda sättet att ta sig till ön, förutom att ta egen båt över, är att ta en helikopter som går tre gånger i veckan. Det bofasta paret Bjørn och Lükka Patursson tillåter även övernattning på Koltursgarður.

## Historia
Det råder tvivel om vad som är uppkomsten till öns namn, men det finns vissa teorier. Den första och en av de mest etablerade teorierna är namnet kommer från det fornnordiska namnet koltr som betyder klippa. Den andra teorin går ut på att namnet är ett tidigt lånord från det engelska colt som betyder föl och besvarar då också frågan varför en närliggande ö i söder heter Hestur vilket betyder häst. Ursprunget till namnet på ön kan därför accepteras men inte betydelsen. 
Det är inte känt när Koltur bosattes, men man räknar med att ön var obebodd under vikingatiden samt tidig medeltid och i likhet blev Koltur bosatt ungefär samtidigt som Hestur under 1400-talet. Hur man vet är att Kultur tillhörde biskopssätet i Kirkjubøur, och i deras kyrkböcker kan det avläsas att det bildats två gårdar här då. På sin höjd hade ön 50 invånare och det var ett högst levande samhälle. 
Under 1900-talet blev centraliseringen allt mer tilltagande och invånartalet sjönk därför avsevärt. I årtionden bodde det endast två familjer på ön vilka höll sig undan från varandra och detta utan att någon vet varför. Till slut visste knappt de heller varför. Bägge familjerna lämnade ön i slutet av 1980-talet. Det betydde att ön då var helt utan boende. 
Under mitten på 1990-talet flyttade ett par från Kirkjubøur till Koltur, nämligen Bjørn och Lükka Patursson. Paret bosattes sig på Norðuri í Gerði, och startade en storskalig restaurering av kungsgården på ön, detta skedde dock på deras egen bekostnad. Efteråt fick de dock stöd från stiftelsen Koltursgrunnurin samt från danska A.P. Møller-fondet.
1 januari 2005 inlemmades Hests kommun med Koltur i Torshamns kommun. 
I februari 2009 övertogs Koltur av parets dotter, Malan Patursson medan Bjørn och Lükka har flyttat från ön. Idag (2014) är hon fastboende på ön tillsammans med sin man och deras två söner.